# 2S9ノーナ-S 120mm自走砲
2S9ノーナ-S 120mm自走砲（2С9 "НОНА-С"）は、ソビエト連邦がASU-85に代わる空挺部隊向け自走砲として開発したものである。BTR-Dの車体を利用しており、本車もパラシュートによる空中投下が可能である。
ノーナ（НОНА）とは「Новейшее Орудие Наземной Артилерии：“地上砲兵向け新型砲”」の頭文字を取ったもので、また、九の和音を意味する「Нона」から、制式番号である“2С9”の“9”にかけた名称である。

## 概要
2S9は輸送機によって空中投下されて空挺部隊に支援火力を与えるための装甲車両で、この種の「空挺装甲戦闘車両」の整備に熱心なソビエト空挺軍により、BMD-1空挺戦闘車の派生型として開発された。
軍に於ける本車の評価は高く、空挺部隊のみならず海軍歩兵隊にも採用されている。12322型エアクッション小型揚陸艦（ズーブル）（ポモルニク型）には2輛を搭載できる。
書類上の正式採用は1981年だが、1979年からアフガニスタンで実戦に投入されている。西側には1985年のモスクワ革命記念パレードにおいて初めて確認された。輸出実績はなく、本車を使用しているのは今のところロシア連邦軍だけである。

## 構造
本車は、BMD-1空挺戦闘車両の車体に後装式120mm直射・迫撃両用砲2A60を装備した砲塔を搭載している。これは迫撃砲のような曲射と通常砲のような直射の両方が可能というユニークな砲である。自動装填装置を採用し、発射速度は毎分7発である。ただし、自動装填装置の関係で砲塔は左右各35度ずつしか旋回できず、全周旋回能力はない。
空挺投下にあたっては専用の車台に搭載され、この車台は着地直前にロケット・ブースターに点火することでショックを軽減する構造になっている。ただし、実戦において空中投下されたという事例はない。懸架装置は空挺投下時には最大短縮状態で固定することができる。浮航性能も持ち、特別なオプション装備なしに浮上航行が可能である。

### 使用可能弾薬
2S9の装備する2A60　120mm直射・迫撃両用砲は、以下の砲弾を使用できる。
- 破片榴弾「3VOF49　ペレダーチク」（Передатчик：トランスミッターの意）：初速367m/s、射程8.7km、最小射程1.7km。
- ロケット推進破片榴弾「ペレプリョーチク」（Переплётчик：「製本機」の意）：固体ロケットモータを搭載したロケット補助推進弾。射程12.8km。
- レーザー誘導砲弾「キトロフ-2」（Китолов-2：捕鯨船の意）：射程9km。レーザー誘導装置によりCEP　0.8～0.9の命中精度を実現している。
- 対戦車榴弾「ポーツトゥプ-2」（Подступ-2：アプローチの意）：初速560m/s、射程1000m、600mmまでの装甲を貫徹できる。
- 破片地雷：2A60は地雷を投射することも可能である。射程7.1km、最小射程400m。
- 照明弾
- 煙幕弾
- 焼夷弾

## 派生型
2S9-1「スヴィリステルカ」（2С9-1 «Свиристелка»）
アフガニスタンでの戦訓を元に、搭載砲弾数を40発まで増加した改良型。
また、2S9の搭載砲である2A60　120㎜後装式迫撃砲はその優秀さから他の車両にも搭載され、車載砲だけではなく牽引砲としても用いられている。
2B16「ノーナ-K」（2Б16　«НОНА-К»）
2A60の優秀さが空挺軍だけではなく、陸軍でも認められ、1986年に自動車化狙撃大隊用に牽引砲として採用されたもの。
2S23「ノーナ-SVK」（2С23 «Нона-СВК»）
BTR-80装甲兵員輸送車に2A60を装備した砲塔を搭載した車輌。
2S31「ヴェーナ」（2С31 «Вена»）
BMP-3歩兵戦闘車に長砲身の2A80を装備した砲塔を搭載した車輌。
2S34 ホスタ（2С34 «Хоста» ）
2S1グヴォズジーカ 122mm自走榴弾砲の主砲を、2A80に換装した自走迫撃砲。

## 運用国

### 現役
- キルギス - 2023年時点で、キルギス陸軍が12両の2S9を保有[1]。
- モルドバ - 2023年時点で、モルドバ陸軍が9両の2S9を保有[2]。
- トルクメニスタン - 2024年時点で、トルクメニスタン陸軍が17両の2S9を保有[3]。
- ウズベキスタン - 2023年時点で、ウズベキスタン陸軍が54両の2S9を保有[4]。